# Rudolph Berthold
Rudolph Berthold (ur. 24 marca 1891 w Ditterswind (dzielnicy Maroldsweisach), zm. 15 marca 1920 w Hamburgu) – niemiecki pilot, jeden z czołowych niemieckich asów myśliwskich okresu I wojny światowej. Autor 44 zwycięstw powietrznych. Najwięcej zwycięstw odniósł na froncie belgijskim. Berthold miał opinię pilota dzielnego, pozbawionego strachu, a także patrioty oddanego ojczyźnie. Dzięki swoim umiejętnościom i charakterowi stał się jednym z najsłynniejszych niemieckich pilotów w historii.

## Służba podczas I wojny światowej

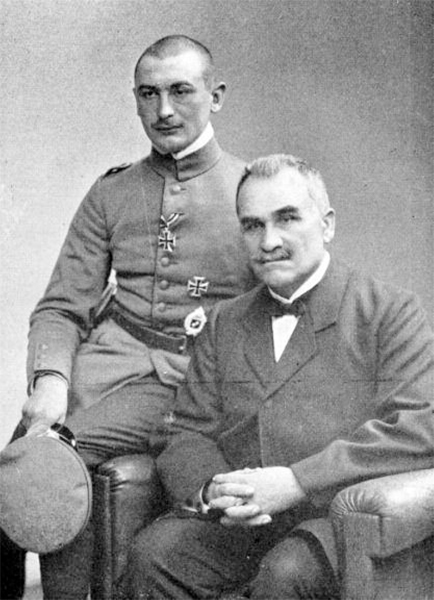
Rudolf Berthold (w mundurze) z ojcem w 1914 r.

Rozpoczął karierę wojskową w 1910, wstępując do 3 brandenburskiego regimentu piechoty. W 1913 rozpoczął na własny koszt kurs latania który ukończył pod koniec roku. W sierpniu 1914 roku, kiedy wojna już się toczyła został przeniesiony do Niemieckich Służb Powietrznych gdzie przez dwa lata służył latając na samolotach obserwacyjnych w FFA 23. Podczas służby dwukrotnie odznaczony Krzyżem Żelaznym. W 1916 roku Berthold został przeniesiony do eskadry myśliwskiej. W kwietniu 1916 brał udział w intensywnych działaniach bojowych czego efektem było 5 pierwszych zwycięstw powietrznych jednakże dwukrotnie zestrzeliwany odniósł kilka poważnych ran. Pomiędzy sierpniem a października członek eskadry Jagdstaffel 4, w październiku przeniesiony do eskadry Jagdstaffel 14. W „14” służył do maja 1917, kiedy jego samolot został zestrzelony. On sam w wypadku rozbił czaszkę a także złamał nos oraz miednicę. W sierpniu powrócił do zdrowia i objął funkcję dowódcy eskadry Jagdstaffel 18. W październiku 1917 roku w czasie walk lotniczych postrzelony w ramię co spowodowało uszkodzenie struktury ramienia i jego okolic. Po odniesieniu rany odmówił przejścia na emeryturę twierdząc że „Lepiej umrzeć jak mężczyzna niż żyć jak pedał”. Za swoje wyczyny odznaczony Pour le Mérite w październiku 1917 roku.
Wrócił do latania w marcu 1918 roku, obejmując dowodzenie nad szwadronem Jagdgeschwader 2 (1917–1918). Następnie wraz z załogą z eskadry „Jasta 14” został przetransferowany do Jagdstaffel 15. Mimo niewyleczonej kontuzji ramienia kontynuował latanie a także odmówił operacji ramienia ze względu na prawdopodobną nie możność kontynuowania walki. Berthold nie zdecydował się nawet na wyjęcie pocisków karabinowych z ramienia jednakże mimo tego walczył nadal. Latem 1918 roku kiedy walki zarówno na lądzie jak i niebie zintensyfikowały się radykalnie, Berthold kontynuował walkę jedynie dzięki częstym zażywaniu dawek morfiny a także innych środków przeciwbólowych.
W przeciwieństwie do większości niemieckich pilotów myśliwskich, Berthold preferował latanie na samolotach Pflaz D.III, niż na Albatrosach D.V, które były bardziej upowszechniane. Dopiero w maju 1918 roku przeniósł się na latanie nowym myśliwcem, Fokkerem D.VII.
Ostatnie zwycięstwo powietrzne odniósł 10 sierpnia 1918 roku, kiedy zestrzelił dwa bombowce RAF-u. Łącznie w czasie wojny Rudolph Berthold zestrzelił 44 maszyn wroga.
Podczas walki z jednym z bombowców runął na ziemię uderzając w dom. Po wypadku był hospitalizowany aż po zakończeniu wojny.

## Kariera powojenna
Po zakończeniu wojny, Berthold stał się fanatycznym patriotą oraz nacjonalistą, wstąpił także do Freikorpsu, ochotniczych korpusów antykomunistycznych. W 1919 roku założył liczący 1 200 członków Freikorps, Fränkische Bauern-Detachment Eiserne Schar Berthold uczestniczący w wielu walkach z frakcjami komunistycznymi.

## Śmierć i pamięć
Rudolph Berthold został zastrzelony 20 kwietnia 1920 roku w Hamburgu podczas walk nacjonalistów z komunistami. Uczestniczył w nieudanym puczu Kappa. W chwili śmierci miał niecałe 29 lat.
W czasie puczu odpowiedzialny za przejęcie jednej z hamburskich szkół i zabarykadowanie się w niej. Obecnie istnieje wiele pogłosek na temat jego śmierci, od oficjalnie podanej, czyli zastrzelenia do zabicia od ran nożem.
Pochowany na cmentarzu w Hamburgu. Jego grób był dwukrotnie dewastowany. W obecnej formie istnieje od 1945 roku.

## Odznaczenia
- Pour le Mérite – 12 października 1916
- Order Wojskowy św. Henryka – 8 kwietnia 1916
- Krzyż Żelazny I Klasy
- Krzyż Żelazny II Klasy